# I Do Not Hook Up
I Do Not Hook Up is een nummer van de Amerikaanse poprockzangeres Kelly Clarkson. Het is uitgebracht als de tweede single van haar vierde studioalbum All I Ever Wanted. Het is geschreven door Katy Perry, Kara Dioguardi en Greg Wells en is geproduceerd door Howard Benson.

## Achtergrondinformatie
I Do Not Hook Up was, samen met Long Shot, opgenomen door en bedoeld voor Katy Perry. Zij heeft het nummer echter niet gebruikt, vanwege het feit dat het album waar de nummers op zouden staan, nooit uitgebracht is. Voor de albumrelease van All I Ever Wanted plaatsvond, lekten de door Perry gezongen demo's uit.
Na de release van All I Ever Wanted bereikte het nummer op basis van downloads de 174e plek in de Britse UK Singles Chart. Inmiddels staat het nummer hier op de 61ste plaats. Dit gebeurde ook in de Verenigde Staten, waar het op #20 in de Billboard Bubbeling Under debuteerde, dit staat gelijk aan een entry op #120 in de Billboard Hot 100.

## Videoclip
De door Bryan Barber geregisseerde videoclip werd in maart 2009 opgenomen. Clarkson zei in een interview met Acces Hollywood dat zij "Mannen in het rond zal gaan gooien". In de clip is een barbecue te zien, waar allerlei decadente mensen aan tafel zitten. Clarkson is er ook en dagdroomt over een wilder leven, waarin ze de ober al zoenend over de eettafel zou sleuren. Later heeft Clarkson eenzelfde droom, waarbij ze in een café het liefste op de bar zou dansen.

## Release
| Land                | Releasedatum  | Format                       | Label       |
| ------------------- | ------------- | ---------------------------- | ----------- |
| Australië           | 30 maart 2009 | radio                        | Sony BMG    |
| Verenigd Koninkrijk | 13 april 2009 | radio                        | RCA Records |
| Europa              | 13 april 2009 | radio                        | Sony BMG    |
| Verenigde Staten    | 14 april 2009 | airplay                      | RCA Records |
| Verenigd Koninkrijk | 1 juni 2009   | cd-single, digitale download | RCA Records |

## Hitnotering
| "I Do Not Hook Up" in de Nederlandse Top 40 - binnen: 9 mei 2009 | "I Do Not Hook Up" in de Nederlandse Top 40 - binnen: 9 mei 2009 | "I Do Not Hook Up" in de Nederlandse Top 40 - binnen: 9 mei 2009 | "I Do Not Hook Up" in de Nederlandse Top 40 - binnen: 9 mei 2009 | "I Do Not Hook Up" in de Nederlandse Top 40 - binnen: 9 mei 2009 | "I Do Not Hook Up" in de Nederlandse Top 40 - binnen: 9 mei 2009 | "I Do Not Hook Up" in de Nederlandse Top 40 - binnen: 9 mei 2009 | "I Do Not Hook Up" in de Nederlandse Top 40 - binnen: 9 mei 2009 | "I Do Not Hook Up" in de Nederlandse Top 40 - binnen: 9 mei 2009 | "I Do Not Hook Up" in de Nederlandse Top 40 - binnen: 9 mei 2009 |
| Week                                                             | 1                                                                | 2                                                                | 3                                                                | 4                                                                | 5                                                                | 6                                                                | 7                                                                | 8                                                                |                                                                  |
| ---------------------------------------------------------------- | ---------------------------------------------------------------- | ---------------------------------------------------------------- | ---------------------------------------------------------------- | ---------------------------------------------------------------- | ---------------------------------------------------------------- | ---------------------------------------------------------------- | ---------------------------------------------------------------- | ---------------------------------------------------------------- | ---------------------------------------------------------------- |
| Nummer                                                           | 31                                                               | 24                                                               | 21                                                               | 19                                                               | 21                                                               | 24                                                               | 27                                                               | 38                                                               | uit                                                              |